# Деснянська правда
«Деснянська правда» — чернігівська обласна щотижнева газета.

## Працівники
- Директор: Христина Лаврищева
- Комерційний директор: Яна Горбик
- Головний редактор: Людмила Пархоменко
- Редактор: Ірина Мокроусова
- Головний спеціаліст з SMM: Ольга Кужель
- Верстка та дизайн: Євген Насінник

## Історія

Будівля редакційно-видавничого комплексу «Деснянська правда», де знаходиться редакція газети

Видання веде історію від заснованої в 1838 році газети «Чернігівські губернські відомості», яка припинила існування після Лютневої революції 1917 року, причому кілька останніх її номерів вийшли українською мовою. Головною газетою губернії став «Голос труда» — орган губернської Ради робітничих і солдатських депутатів.
У 1918, коли кайзерівські війська окупували Чернігівщину, виконком губернської Ради перебазувався у місто Почеп теперішньої Брянщини, де газета виходила під назвою «Известия Черниговского губернского и Почепского уездного исполкомов Советов рабочих, крестьянских и красноармейских депутатов».
Під час наступу денікінських військ, коли на Чернігівщину евакуювався уряд Радянської України, газета мала назву «Известия Совета рабоче-крестьянской обороны Украины и губернского исполнительного комитета».
На початку 1920-х газета виходила під назвами «Красное знамя» і «Червоний стяг».
У 1932 було створено Чернігівську область, і газета отримала назву «Більшовик». В час німецької окупації в обласному партизанському з'єднанні, що базувалося тоді на території сусідньої Брянщини, газета виходила в умовах підпілля.
7 листопада 1943, після зайняття Чернігова Радянською армією, вийшов перший номер обласної газети під сучасною назвою — «Деснянська правда».
Редакторами повоєнних десятиліть були Михайло В. Черевко (з березня 1944), Євген Писаревський, Феодосій Сендзюк, Іван Музиченко, Володимир Борисенко та Леонід Ісаченко.
У 1993 видавництво «Десна» об'єдналося із редакцією обласної газети, утворивши комунальне підприємство «Редакційно-видавничий комплекс „Деснянська правда“». У 1996 створене відкрите акціонерне товариство «Редакційно-видавничий комплекс „Деснянська правда“».
У 2018 році видання стало самостійним. Чернігівська обласна рада вийшла зі співзасновників. Журналісти газети разом із новим власником створили нове підприємство — ТОВ «Чернігівська Деснянська правда». Газета почала виходити онлайн на сторінках соціальних мереж, створено офіційний сайт видання та облаштовано новий пресцентр. З 2021 року журналісти газети ведуть YouTube-канал.[джерело не вказане 1003 дні]
Видання пов'язують з ексочільником Чернігівської державної адміністрації Валерієм Кулічем[джерело не вказане 1003 дні].

## Відзнаки
- Орден «Знак Пошани» (1967)
- Почесна грамота Президії Верховної Ради УРСР